# Albiate
Albiate (Albiàa o Ulbiè in dialetto brianzolo) è un comune italiano di 6 714 abitanti della provincia di Monza e della Brianza in Lombardia.

## Geografia fisica
Albiate sorge nella valle del fiume Lambro (al centro del parco regionale della Valle del Lambro), nella zona brianzola che è stata inserita nella Provincia di Monza e Brianza dal 2004, per distacco dalla Provincia di Milano. È compresa in un territorio di circa 3 km², confinante a nord con Carate Brianza, a sud con Sovico, a sud-ovest con Lissone, a est con Triuggio e a ovest con Seregno. Possiede una frazione, Dosso, confinante con Albiate a sud-ovest. La frazione di Dosso dista 2,15 chilometri dal comune di Albiate. Per la frazione di Dosso non sono momentaneamente disponibili i dati anagrafici, statistici e geografici.

## Storia
Albiate viene citata in vari documenti già con questo nome dall'XI secolo: il toponimo deriva forse dal nome gentilizio romano Albius, oppure da alveolus, ovvero alveo o conca, inteso come termine geomorfico. In dialetto brianzolo, infatti, albioeu significa pila per acqua; sembra chiaro il forte legame con il fiume Lambro, che delimita il confine est del paese, separandolo da Triuggio. All'epoca la cittadina faceva riferimento alla pieve di Agliate, sotto il governo de facto dei Confalonieri. Successivamente divenne feudo dei Mandelli e quindi dei Pallavicini.
Pochi secoli più tardi il paese rimase coinvolto nelle guerre fra Visconti e Torriani per il dominio del Milanese. Al vecchio ponte di Albiate, che oggi non esiste più, Mario Visconti sconfisse i guelfi nel 1324, nella stessa zona dove passò Ludovico il Bavaro per andare a Monza. Dal 1478 la famiglia Balbiani ottenne il potere sulla zona, dal 1777 i Mellerio. Nel 1609 la città di Bergamo donò le reliquie dei santi Fermo (al quale era già dedicato un santuario), Rustico e Procolo, che diedero origine alla sagra di San Fermo, la più antica della Brianza. A questo periodo risale la Villa Caprotti, già Airoldi, costruita intorno a una torre preesistente. Nel 1880 sorse, su entrambe le rive del fiume Lambro, lo stabilimento tessile Galeazzo Viganò, che contribuì, fino alla seconda metà del XX secolo, in larga misura alla crescita economica del paese e delle zone limitrofe.

### Simboli
Lo stemma comunale è stato concesso con decreto del Capo del Governo del 18 maggio 1936.
Deriva da uno stemma relativo alla "Comunità d'Albiate", riprodotto nello Stemmario Cremosano del 1673. Come tutti gli emblemi concessi durante il periodo fascista, anche questo stemma recava il capo del Littorio, sostituito da un semplice capo di porpora alla caduta del Regime e poi definitivamente rimosso all'inizio degli anni duemila.
Il gonfalone è stato concesso con decreto del presidente della Repubblica del 5 febbraio 2005.
(D.P.R. 05.02. 2005)

## Monumenti e luoghi d'interesse
- Villa Campello, sede comunale
- Santuario di San Fermo
- Parrocchiale San Giovanni Evangelista, benedetta nel 1784
- Campanile della parrocchiale, risalente all'XI secolo
- Palazzo Tomini
- Villa Airoldi[8] (o Villa San Valerio) con chiesa S. Valerio[9]
- Villa Tanzi

### Architetture religiose
- Parrocchiale di San Giovanni Evangelista: di origine molto antica, questa chiesa è stata benedetta nel 1784. Il suo antichissimo campanile risale all'XI secolo. Presso la parrocchia operano le Figlie di Sant'Eusebio, dedite alla pastorale sanitaria, e i Preti del Sacro Cuore di Gesù di Bétharram, che vi hanno la loro casa provincializia.
- Santuario di San Fermo: risale al periodo prima del 1500. Nel 1609, con la donazione delle reliquie del santo da parte della chiesa di Bergamo, la chiesetta venne ampliata.
- Cappella di San Valerio (chiesa privata).

## Società

### Evoluzione demografica
- 500 abitanti nel 1751
- 836 abitanti nel 1771
- 710 abitanti nel 1805
- annessione a Sovico nel 1809
- 1 275 abitanti nel 1853
- 1 392 abitanti nel 1859

Abitanti censiti

### Etnie e minoranze straniere
Secondo i dati ISTAT al 31 dicembre 2009 la popolazione straniera residente era di 465 persone.
Le nazionalità maggiormente rappresentate in base alla loro percentuale sul totale della popolazione residente erano:
- Romania, 81, 1,32%
- Ecuador, 69, 1,12%
- Marocco, 66, 1,07%

## Cultura

### Istruzione

#### Biblioteche
La Biblioteca Civica "Aldo Moro" di Albiate fa parte del Sistema Bibliotecario BrianzaBiblioteche.

### Eventi
Martedì dopo la seconda domenica di agosto, si celebra la sagra di San Fermo, con mostra del territorio: è attestata come la sagra più antica della Brianza, istituita nel 1609. Per l'occorrenza si tiene nel parco di villa Campello un'esposizione di bestiame e materiale inerente all'agricoltura e all'allevamento.

## Infrastrutture e trasporti
Fra il 1890 e il 1960 la località ospitò una fermata posta lungo la tranvia Monza-Carate.
Il comune è servito dalla stazione ferroviaria di Triuggio-Ponte Albiate, sulla linea ferroviaria Monza-Molteno, sita nel territorio comunale di Triuggio e servita dalla linea S7 del servizio ferroviario suburbano di Milano.

## Amministrazione
| Periodo | Periodo | Primo cittadino    | Partito                        | Carica  | Note |
| ------- | ------- | ------------------ | ------------------------------ | ------- | ---- |
| 1985    | 1990    | Leonardo Longoni   | Democrazia Cristiana           | Sindaco |      |
| 1990    | 1995    | Leonardo Longoni   | Democrazia Cristiana           | Sindaco |      |
| 1995    | 1999    | Leonardo Longoni   | Partito Popolare Italiano      | Sindaco |      |
| 1999    | 2004    | Filippo Viganò     | Lista civica                   | Sindaco |      |
| 2004    | 2009    | Filippo Viganò     | Lista civica                   | Sindaco |      |
| 2009    | 2014    | Diego Confalonieri | Lega Nord - PdL                | Sindaco |      |
| 2014    | 2019    | Diego Confalonieri | Lega Nord - Forza Italia       | Sindaco |      |
| 2019    | 2024    | Giulio Redaelli    | Lista civica - centro-destra   | Sindaco |      |
| 2024    |         | Vanessa Gallo      | Lista civica - centro-sinistra | Sindaco |      |

## Sport

### Calcio
La principale squadra di calcio albiatese, l'A.C. Albiatese, fu fondata nel 1969 attualmente militante in Seconda Categoria; l'altra società calcistica è l'A.S.D. Azzurra Oratorio Albiate, fondata nel 1940, che si occupa della crescita sportiva e umana dei ragazzi in Oratorio, attraverso sport come il calcio, appunto, ma anche volley e basket.

### Basket
La Azzurra Basket Albiate milita nel campionato CSI Milano.